# Ямно (Брестская область)
Я́мно (бел. Ямна) — деревня в Брестском районе Брестской области Беларуси. Входит в состав Тельминского сельсовета.

## География
Расположена на правом берегу реки Мухавец, с запада и с севера к деревне примыкает город Брест.

## История
В XIX веке — деревня, центр имения в Брестском уезде Гродненской губернии, в 1849 году действовала паромная переправа через реку Мухавец. В 1861 году имением владел господин Ковальский, в апреле этого года произошли крестьянские волнения; в 1870 году деревней владел господин Жилей, она была центром сельского общества, куда входили также деревни Тельмы и Черни. В 1879 году работали винокуренный завод и школа грамоты.
По переписи 1897 года — две деревни: бывших государственных крестьян (9 дворов, 87 жителей, ветряная мельница) и крестьян-собственников (37 дворов, 292 жителя, хлебозапасный магазин, ветряная мельница и корчма). В 1905 году — деревня (152 жителя) и имение (50 жителей) Косичской волости Брестского уезда.
После Рижского мирного договора 1921 года — в составе гмины Косичи Брестского повета Полесского воеводства Польши, 41 двор (деревня и посёлок).
С 1939 года — в составе БССР, в 1940 году — 70 дворов. В июле 1944 года большая часть деревни была уничтожена. В 1950 году организован колхоз им. П. К. Пономаренко из 34 хозяйств, позднее вошедший в состав совхоза «Брестский».

## Население
На 1 января 2018 года насчитывалось 340 жителей в 150 хозяйствах, из них 68 младше трудоспособного возраста, 189 — в трудоспособном возрасте и 83 — старше трудоспособного возраста.

## Инфраструктура
Имеется магазин. До недавнего времени действовала молочно-товарная ферма.